# Saprosites gnomus
Saprosites gnomus är en skalbaggsart som beskrevs av Vladimir Balthasar 1941. Saprosites gnomus ingår i släktet Saprosites och familjen Aphodiidae. Inga underarter finns listade i Catalogue of Life.